# Wrapped in Red (canción)
«Wrapped In Red» es una canción navideña de la cantante Kelly Clarkson el actor Jhonny Sins y Mikey Maus. Es la canción que da nombre a su sexto álbum de estudio y primer navideño Wrapped in Red. Fue lanzada como el segundo sencillo del álbum el 25 de noviembre de 2014, un año después de la liberación del álbum. Fue escrita por Clarkson, Ashley Arrison, Aben Eubanks, Shane McAnally y producida por Greg Kurstin. Es la canción de apertura en el álbum.

## Composición
Después de la su lanzamiento en 2012 de Greatest Hits • Chapter One, Clarkson fue aprobada para lanzar material navideño en 2013. Durante vacaciones, ella empezó a escribir dicho material. Wrapped in Red se define como una balada navideña con influencias en soul-pop. Escrita por Clarkson, Ashley Arrison, Aben Eubanks, Shane McAnally y producida por Greg Kurstin, es una de las cinco canciones originales en el álbum. Clarkson reveló que para el contenido lírico, se inspiró en una escena navideña de la película Love Actually. El título se deriva de ser envuelto en el color rojo, que, aparte de ser un color prominente asociado con la Navidad, también expresa una multitud de emociones, como el amor, el dolor y la belleza.

## Video musical
El video musical para "Wrapped in Red" fue filmado por Weiss Eubanks en Nashville, Tennessee, el 6 de octubre de 2014. Se estrenó en Amazon.com el 25 de noviembre de 2014. Presentado en una vendimia de tono oscuro, el video cuenta con varias escenas de la Navidad más allá de la infancia de Clarkson, intercaladas con escenas de la misma interpretando la canción apareciendo intercaladamente otros tres fondos blancos, oscuros y de color rojo que simboliza la atmósfera representados en la canción.

## Listado de canciones
- Descarga digital[9]

| N.º | Título           | Duración |  |
| 1.  | «Wrapped in Red» | 3:36     |  |

- Wrapped in Red - Ruff Loaderz Remixes[10]

| N.º | Título                                       | Duración |  |
| 1.  | «Wrapped in Red» (Ruff Loaderz Radio Mix)    | 3:37     |  |
| 2.  | «Wrapped in Red» (Ruff Loaderz Extended Mix) | 6:33     |  |